# Skaergaardite
La skaergaardite è un minerale scoperto in un carotaggio effettuato nell'intrusione di Skaergaard, situata nell'area del fiordo di Kangerlussuaq, nell'est della Groenlandia, ed approvato nel 2003 dall'IMA. Il nome è stato attribuito in base al luogo di scoperta.
La skaergaardite è una lega di palladio e rame contenente anche platino, oro, ferro, zinco, stagno, tellurio e piombo.

## Morfologia
La skaergaardite è stata trovata sotto forma di goccioline, granuli cubici con gli spigoli smussati, cristalli da euedrali a subedrali e granuli irregolari od aggregati di dimensione fra i 2 e i 75 μm. I cristalli si presentano di forma cubica o dodecaedrica.

## Origine e giacitura
La skaergaardite è stata trovata nel gabbro tholeitico associata con plagioclasio, clinopirosseno, ortopirosseno, ilmenite, magnetite ricca di titanio e fayalite che sono i costituenti del gabbro, oltre questi vi sono piccole quantità di minerali del gruppo della clorite, ferrosaponite, orneblenda, actinolite, minerali del gruppo dell'epidoto, calcite, ankerite, apatite e baddeleyite. Alcuni granuli di skaergaardite presentano intrusioni di keithconnite, vasilite e zvyagintsevite.
La skaergaardite si è formata da una lega ricca di palladio e rame per essoluzione da un solfuro di rame e ferro fuso.